# Ngựa sơn

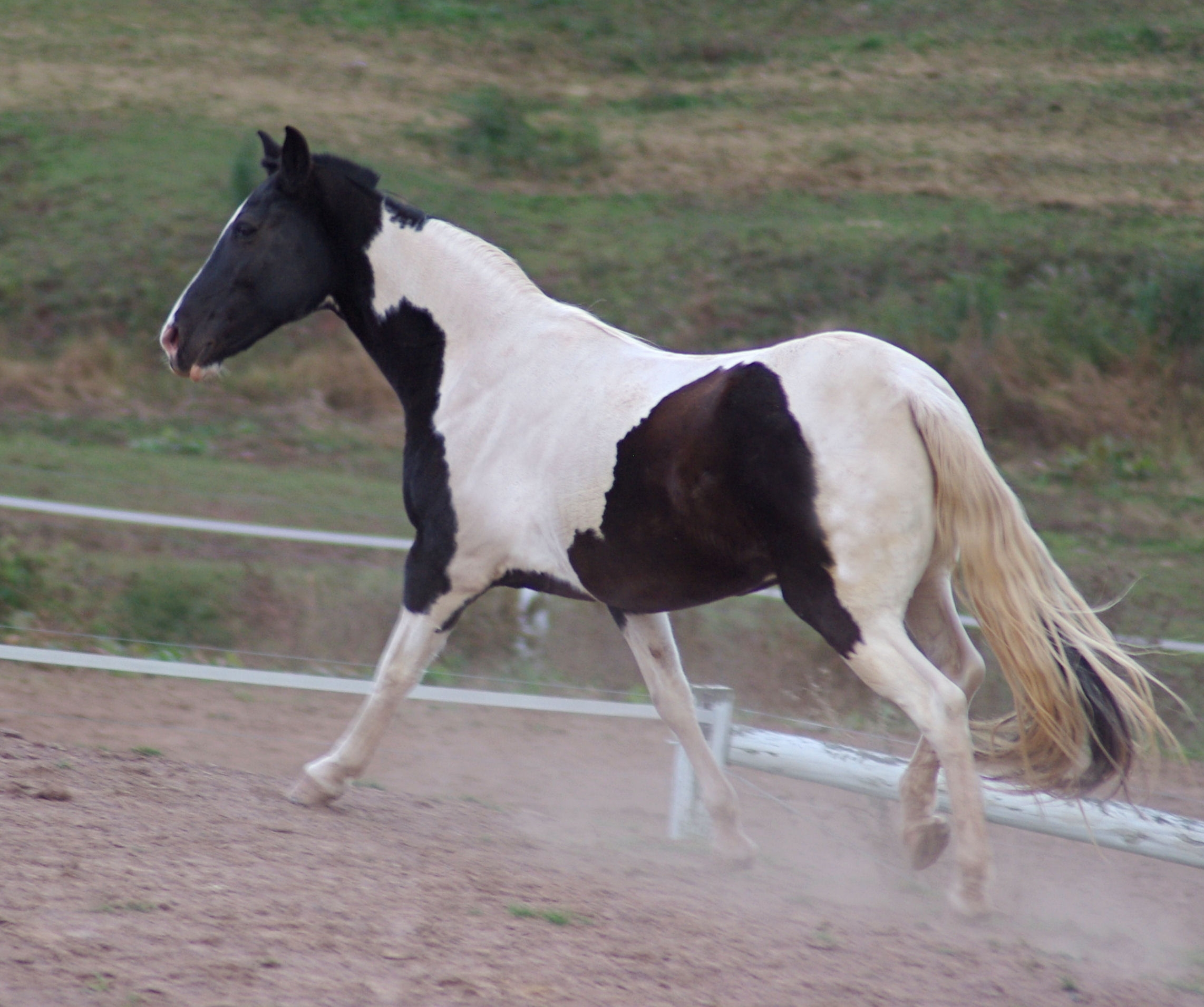
Một con ngựa sơn Mỹ

Ngựa sơn Mỹ là một giống ngựa có nguồn gốc từ Hoa Kỳ, giống ngựa này đặc trưng bởi có kết hợp cả các đặc điểm về hình dạng của một con ngựa phương Tây với một mẫu hình màu kiểu Pinto đốm trắng và đen (ô truy). Chúng được lai tạo và phát triển từ một con ngựa đốm với ngựa Quarter và dòng (máu) thuần chủng được hình thành. Ngày nay, Hiệp hội nuôi ngựa sơn Mỹ (Paint Horse Association America-APHA) được đăng ký là doanh nghiệp và là một trong những hiệp hội doanh nhiệp phát triển nhanh nhất ở Bắc Mỹ. Việc đăng ký giống cho phép một số động vật không đốm được coi ngựa sơn Mỹ là một giống ngựa với đặc điểm riêng biệt, không chỉ đơn thuần là một giống tạp màu.

## Lịch sử
Ngựa sơn Mỹ chia sẻ tổ tiên chung với ngựa Quarter và Ngựa Thuần Chủng. Ngựa được đăng ký giống phải phù hợp với cùng loại "ngựa cổ" cơ thể mong muốn một động vật kiểu cơ bắp mà là nặng nhưng không quá cao, với trọng tâm thấp cho phép khả năng cơ động và chân sau mạnh mẽ phù hợp với khả năng tăng tốc nhanh và chạy nước rút. Khi APHA (American Quarter Horse Association) đẩy mạnh hoạt động vào năm 1940 để bảo tồn những con ngựa nó loại trừ những con có lông màu Pinto, những cá thể sinh ra cơ thể với những đốm trắng hoặc màu trắng trên đầu gối và cổ chân. Không nản lòng, các nhà hâm một thưởng lãm của giống ngựa cổ đầy màu sắc hình thành một loạt các tổ chức để bảo tồn và phát huy giống ngựa này. Năm 1965 một số các nhóm này sáp nhập để thành hiệp hội có quy mô hơn mang tên Paint American Association Horse.

## Đặc điểm
Kết hợp về màu sắc và cấu đã làm cho APHA được đăng ký giống lớn thứ hai tại Hoa Kỳ. Trong khi lớp lông với đầy màu sắc là điều cần thiết để nhận dạng của các giống ngựa đã đăng ký, Ngựa sơn Mỹ có những yêu cầu nghiêm ngặt và dòng máu của một loại hình cơ thể ngựa đặc biệt. Để đủ điều kiện đăng ký, ngựa đực giống của giống này phải được đăng ký với Hiệp hội hoặc Jockey Club (Thoroughbreds). Ít nhất một trong số các con ngựa cha mẹ phải là ngựa sơn Mỹ đã đăng ký. Có hai loại đăng ký, thường xuyên, áp dụng cho ngựa với màu sắc, và cho những cá thể không có màu.
Ngoài dòng máu thuần này, để đủ điều kiện cho các đăng ký Thường xuyên ở APHA, con ngựa ứng viên cũng phải thể hiện một màu tự nhiên có nghĩa là hoặc là một màu lông chiếm ưu thế với ít nhất một mảng (khu vực) tương phản của màu trắng của lông tóc của các kích thước yêu cầu với một số mặt da nằm dưới của ngựa tại thời điểm ra đời của nó. Hoặc, trong trường hợp của một loại lông chủ yếu là màu trắng, tức tuyền một màu trắng, ít nhất là một tương phản diện tích kích thước yêu cầu của tóc nhuộm với một số sắc tố da cơ bản hiện nay của con ngựa.
Những mảng sơn tự nhiên thường phải bao gồm hơn hai (2) inch và được nằm trong khu vực quy định nhất định của cơ thể. Nếu một con ngựa sẫm màu được tạo ra để một đăng ký là sơn ngựa thông thường, nó có thể tạo ra một chú ngựa đốm hoặc ngựa lốm đốm, ngựa cát. Trong một số trường hợp, chẳng hạn như các mẫu Sabino lặn ngay cả một con ngựa màu vẫn có thể mang gen cho màu sắc như yêu cầu. Tuy nhiên, trong trường hợp của mô hình Tobiano (lang) chi phối, một giống ngựa Sơn khác sẽ không mang các gen màu sắc, mặc dù nó có thể giữ lại những đặc điểm mong muốn khác.

### Màu lông
Mỗi con ngựa có một sự kết hợp đặc biệt của màu trắng và một màu của quang phổ ngựa. Phổ biến nhất là ngựa với những đốm màu trắng kết hợp với màu đen, nâu, và hồng mã (màu hạt dẻ) hoặc màu cây me chua. Ít phổ biến hơn là con ngựa có màu sắc tại chỗ do gen pha loãng như Palomino, da hoẵng, màu kem (Cremello), hồng nhạt (Perlino), màu ngọc trai hay màu rượu sâm banh, sắc thái khác nhau của màu loang nâu, hoặc màu khác nhau bao gồm cả biến thể Grullo. Nó cũng có thể mang gen màu xám (ngựa xám) và có những điểm mà dần dần mất đi để có lông tóc trắng, mặc dù giữ lại sắc tố da bên dưới khu vực đã được một lần tối. Những đặc điểm như vậy gồm có mắt xanh, da màu hồng, đôi môi và mũi có màu hồng, đốm loang nâu.
Đối với thể Tobiano, các đốm phổ biến nhất, đặc trưng bởi những mảng tròn với đôi chân trắng và màu trắng trên lưng giữa hai bả vai và đuôi, thường được sắp xếp trong một mô hình khoảng dọc và nhiều hơn trắng hơn so với bóng tối, với đầu thường tối màu và với dấu hiệu giống như của một con ngựa bình thường. Còn đối với thể Overo: Một nhóm các mô hình đốm đặc trưng bởi sắc nét, mảng màu không đều có một định hướng ngang, thường là nhiều hơn tối hơn màu trắng, mặc dù khuôn mặt thường có màu trắng, đôi khi với đôi mắt màu xanh. Màu trắng hiếm khi đi qua phía sau, và chân thấp hơn bình thường. APHA công nhận ba mẫu Overo
- Mẫu Frame: Các mô hình Overo quen thuộc nhất, gen cho khung hình đã được lập bản đồ gen và ở dạng đồng hợp tử, kết quả trong dạng di truyền Lethal Syndrome trắng (LWS). Khung hình trực quan xác định không có các khuyết tật sinh học kết nối với màu sắc và được đặc trưng bởi sự rách rưới, mảng trắng sắc nét ở hai bên của cơ thể, để lại một "khung" của màu sắc không phải da trắng mà thường bao gồm các đường xương sống.
- Mẫu Sabino: Thông thường nhầm lẫn với bò lang hoặc thể Rabicano, Sabino là một đốm nhỏ đặc trưng bởi màu trắng sáng trên chân, đốm bụng, những mảng trắng trên mặt kéo dài qua mắt. Văng trắng: Các đốm ít phổ biến nhất, da trắng thường có đôi mắt màu xanh và sắc nét, mịn màng, những mảng màu trắng khối ô vuông mà hầu như luôn luôn bao gồm đầu và chân. Các đuôi thường có màu trắng hoặc màu trắng-nghiêng, và dấu hiệu cơ thể bắt nguồn từ dưới bụng và mở rộng "lên trên".

Các thuật ngữ "sơn" và "pinto" đôi khi cả hai được sử dụng để mô tả con ngựa đốm, nhưng trong sử dụng hiện đại có sự khác biệt rõ ràng giữa hai thuật ngữ. Một con ngựa Pinto khác với một sơn hoàn toàn do dòng máu. Một con Pinto có thể của bất cứ giống sự kết hợp của các giống, mặc dù một số đăng ký Pinto có thể có những hạn chế bổ sung. (Một số người không đăng ký ngựa lùn hay con la). Đối với một con ngựa để được đăng ký như là một ngựa sơn Mỹ Tuy nhiên, nó phải có đăng ký như Ngựa một phần tư dặm (Horse American Quarter), Paint Horse, hoặc cha mẹ thuần chủng. Do đó, tất cả những con ngựa sơn có thể được đăng ký là Pinto, nhưng không phải tất cả pintos đủ điều kiện để được đăng ký là ngựa Sơn.

### Bệnh tật
Một vấn đề y tế liên quan đến các loài này là các bệnh di truyền gây chết là hội chứng màu trắng (LWS). Cũng được gọi là Hội chứng gen trắng Overo Lethal (OLWS) hoặc, ít thường xuyên hơn, (WFS), nó được liên kết với một gen lặn liên kết với các mô hình khung overo. Ngựa mà dị hợp tử của gen không phát triển của tình trạng này có thể chất khỏe mạnh. Tuy nhiên, khi một con con được sinh ra mà là đồng hợp tử gen LWS, nó nên được cho cái chết nhân đạo ngay sau khi sinh, nếu không sẽ chết trong vòng một vài ngày do các biến chứng liên quan đến một đường ruột chưa phát triển.
Một xét nghiệm DNA có sẵn cho LWS để con ngựa là mang gen này không giống nhau. Ngựa có thể mang gen LWS và không rõ ràng hiện màu overo, trường hợp đã xuất hiện ở con của cả hai tobiano và cha mẹ màu, mặc dù tất cả các trường hợp đến nay là con ngựa mà có tổ tiên overo. LWS cũng không phải là duy nhất; nó có thể xảy ra ở bất kỳ giống ngựa nơi khung mẫu lông overo được tìm thấy. Một số ngựa Sơn cũng có thể hiện các rối loạn di truyền như Hyperkalemic Paralysis (HYPP), di truyền suy nhược (HERDA), polysaccharide Equine gọi là PSSM, tăng thân nhiệt ác tính (MH) và Glycogen phân nhánh thiếu Enzyme (GBED). Sự ảnh hưởng của giống ngựa Thuần Chủng (Thoroughbred) nuôi đặt một số dòng máu có nguy cơ cao đối với hội chứng hay do dự.